# Rangatira

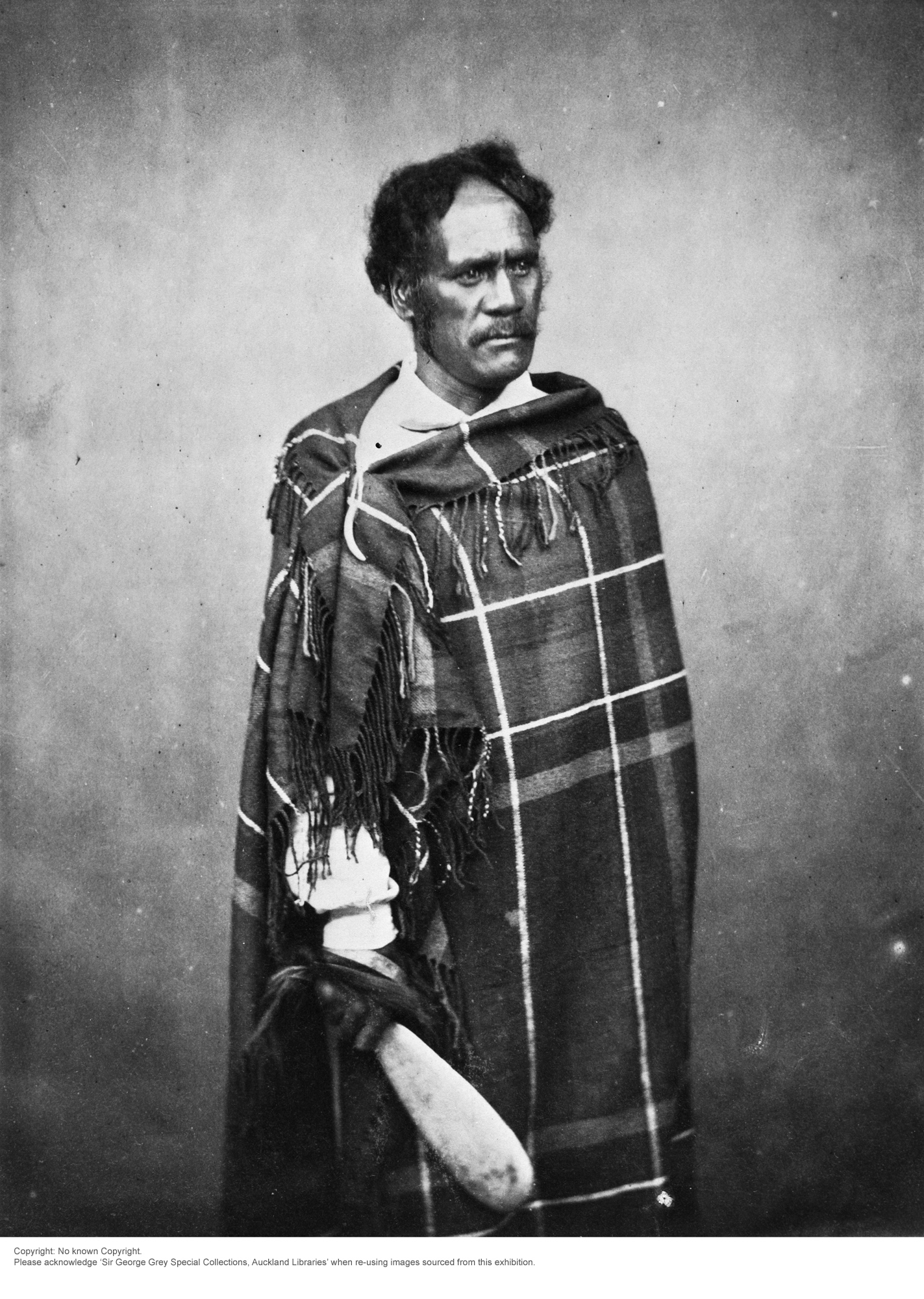
Ihaia Te Kirikumara, rangatira z 19. století

Rangatira v maorské kultuře představuje kmenového náčelníka, resp. vůdce iwi/hapū. Typicky se jedná o člena kmene s hlubokou zásobou vědomostí a zvyků kmene, který dokáže tyto schopnosti využívat ku prospěchu celého společenství. Dobrý rangatira se vyznačuje pokorou, štědrostí, altruismem a diplomacií. Rangatira se těší úctě i prestiži, nicméně nese i odpovědnost za zdraví a ochranu příslušníků kmene.